# Hexolobodon phenax
Hexolobodon phenax is een uitgestorven zoogdier uit de familie van de stekelratten (Echimyidae). De wetenschappelijke naam van de soort werd voor het eerst geldig gepubliceerd door Miller in 1929.

## Voorkomen
De soort kwam voor in Haïti en de Dominicaanse Republiek.